# Battaglia di Prevesa (1911)
La battaglia di Prevesa, combattuta nel settembre 1911, fu la prima battaglia navale durante la guerra italo-turca. Cinque navi da guerra italiane si scontrarono con cinque vascelli ottomani al largo del porto greco di Prevesa (in greco Πρέβεζα?, più correttamente traslitterato in Preveza). Nel corso di due giorni, quattro delle navi turche coinvolte furono affondate o catturate e il castello e la città stessa furono bombardati.

## La battaglia
Il 29 settembre, subito dopo l'inizio della guerra, la flotta italiana nel mar Ionio iniziò la caccia alle navi da guerra ottomane. Attorno alle 16:00, circa un'ora dopo la dichiarazione ufficiale di guerra, cinque cacciatorpediniere italiane sotto il comando del principe Luigi Amedeo avvistarono due torpediniere nemiche nelle acque tra Corfù e Prevesa. Pur in inferiorità numerica, gli ottomani aprirono il fuoco, ma subito dopo scelsero di fuggire senza aver messo a segno alcun colpo. La torpediniera ottomana Tokat si diresse verso nord, inseguita da tre cacciatorpediniere, mentre l'Anatolia (o Antalya) si diresse sud, inseguita dalle restanti due navi italiane. Dopo alcuni scambi di colpi, il Tokat si arenò nei pressi di Nicopoli d'Epiro. Era stato colpito quindici volte, aveva preso fuoco e fu completamente distrutto da ulteriori bordate delle navi italiane. Nove uomini rimasero uccisi, tra cui il capitano della nave. L'Anatolia fu invece in grado di sfuggire ai suoi inseguitori senza subire danni.
In questo primo impegno oltre 100 granate da 76 mm furono sparate dagli italiani, quindi tre delle cacciatorpediniere proseguirono con la loro azione di pattugliamento, mentre l'Artigliere e la Corazziere proseguirono per Prevesa, dove arrivarono un paio d'ore più tardi. Quella notte un ufficiale della Corazziere sbarcò in segreto a terra per spiare le difese turche prima dell'attacco, previsto per la mattina seguente. Altre due torpediniere ottomane erano nel porto, la Alpagot e la Hamid-Abad, mentre la città era protetta dalla vecchia fortezza di Agios Andreas (in greco Κάστρο του Αγίου Αντρέα?), armata con venticinque moderni pezzi di artiglieria.
Quando il giorno dopo, 30 settembre, iniziò l'attacco, gli italiani impegnarono prima le torpediniere turche, che vennero affondate rapidamente e senza subire danni o vittime. Tutti i membri degli equipaggi ottomani riuscirono ad abbandonare le loro navi e a mettersi in salvo, tranne un uomo. Nelle acque antistanti il porto di Prevesa era stato anche incagliato uno yacht armato, di nome Tarablus, e i marinai italiani se ne impossessarono, sotto il fuoco proveniente dai civili sulla riva. Il Corazziere sparò quindi contro i turchi e li spazzò via. Le truppe ottomane nel castello furono completamente colte di sorpresa dall'attacco e non offrirono alcun aiuto nella difesa della città, anche se gli italiani spararono 76 colpi sulla fortezza e ne danneggiarono pesantemente la sua parete sul mare. Dopo un impegno di 45 minuti, le due cacciatorpediniere salparono verso acque amiche con al seguito il loro bottino.